# Borský kaštan
Borský kaštan je památný strom v Boru u Tachova. Přibližně stoletý  jírovec maďal (Aesculus hippocastanum) roste u zdi vpravo od vchodu v jihovýchodní části městského hřbitova v nadmořské výšce 475 m. Obvod jeho kmene měří 410 cm a koruna stromu dosahuje do výšky 23 m (měření 2000). Strom je chráněn od roku 1981 pro svůj vzrůst a dendrologickou hodnotu.

## Stromy v okolí
- Borská alej
- Skviřínský dub
- Muckovská alej